# Brachygobius nunus
Brachygobius nunus es una especie de peces de la familia de los Gobiidae en el orden de los Perciformes.

## Morfología
Los machos pueden llegar a alcanzar los 2,5 cm de longitud total* AQUATAB
- World Register of Marine Species  (en inglés)
- UNEP-WCMC Species Database (enlace roto disponible en Internet Archive; véase el historial, la primera versión y la última). (en inglés)
- uBio (en inglés)

## Hábitat
Es un pez de clima tropical y demersal.

## Distribución geográfica
Se encuentran en Asia: la India, Birmania, Tailandia, Malasia, Indonesia, Borneo y Bangladés .

## Observaciones
Es inofensivo para los humanos.